# Comuna Băcești, Vaslui
Băcești este o comună în județul Vaslui, Moldova, România, formată din satele Armășeni, Băbușa, Băcești (reședința), Păltiniș, Țibăneștii Buhlii și Vovriești.

## Demografie
Componența etnică a comunei Băcești
     Români (81,13%)
     Romi (1,42%)
     Alte etnii (0%)
     Necunoscută (17,45%)
Componența confesională a comunei Băcești
     Ortodocși (65,46%)
     Penticostali (16,45%)
     Alte religii (0,56%)
     Necunoscută (17,54%)
Conform recensământului efectuat în 2021, populația comunei Băcești se ridică la 4.293 de locuitori, în creștere față de recensământul anterior din 2011, când fuseseră înregistrați 4.107 locuitori. Majoritatea locuitorilor sunt români (81,13%), cu o minoritate de romi (1,42%), iar pentru 17,45% nu se cunoaște apartenența etnică. Din punct de vedere confesional, majoritatea locuitorilor sunt ortodocși (65,46%), cu o minoritate de penticostali (16,45%), iar pentru 17,54% nu se cunoaște apartenența confesională.

## Istorie
La sfârșitul secolului al XIX-lea, comuna făcea parte din plasa Fundul a județului Roman și era alcătuită din satele Băcești, Păltiniș, Băbușa și Atreia-Parte, cu o populație de 1638 de locuitori. În comună funcționa o școală mixtă și o biserică de zid.
Anuarul Socec din 1925 consemnează comuna în aceiași plasă, cu o populație de 1950 de locuitori (în satele Băcești-Târg, Băcești-Sat, Atreia-Parte, Băbușa și în cătunul Păltiniș). În anul 1931, comunei îi se alipește și satul Iezeru.
În 1950, județele au fost desființate, după venirea regiumului comunist la putere, iar comuna a fost înglobată în regiunea Iași. În acest timp, satele Băcești-Târg și Băcești-Sat se contopesc formând satul Băcești, iar satul Atreia-Parte a fost desființat, urmând ca în anul 1968, să se revină la împărțirea pe județe, iar comuna să fie transferată la județul Vaslui. Tot atunci, satul Iezeru a fost desființat și contopit cu satul Băcești, iar comuna a primit și satul Armășeni și Țibănești-Buhlii (anterior la comuna Dumești).

## Politică și administrație
Comuna Băcești este administrată de un primar și un consiliu local compus din 13 consilieri. Primarul, Horațiu Cărăușu[*], de la Partidul Social Democrat, este în funcție din 2000. Începând cu alegerile locale din 2024, consiliul local are următoarea componență pe partide politice:
|  | Partid                    | Consilieri | Componența Consiliului | Componența Consiliului | Componența Consiliului | Componența Consiliului | Componența Consiliului | Componența Consiliului | Componența Consiliului | Componența Consiliului | Componența Consiliului | Componența Consiliului |
|  | ------------------------- | ---------- | ---------------------- | ---------------------- | ---------------------- | ---------------------- | ---------------------- | ---------------------- | ---------------------- | ---------------------- | ---------------------- | ---------------------- |
|  | Partidul Social Democrat  | 10         |                        |                        |                        |                        |                        |                        |                        |                        |                        |                        |
|  | Partidul Național Liberal | 2          |                        |                        |                        |                        |                        |                        |                        |                        |                        |                        |
|  | Alianța Dreapta Unită     | 1          |                        |                        |                        |                        |                        |                        |                        |                        |                        |                        |